# Mistrzostwa Afryki U-17 w piłce nożnej kobiet
Mistrzostwa Afryki U-17 w piłce nożnej kobiet (ang. African U-17 Cup of Nations for Women) – turniej piłkarski w Afryce organizowany co dwa lata przez CAF (ang. Confederation of African Football) dla zrzeszonych reprezentacji krajowych kobiet do lat 17. Pełnią funkcję kwalifikacji do mistrzostw świata U–17 – do światowego czempionatu awansuje trzy najlepsze zespoły danej edycji turnieju Afryki.

## Historia
Zapoczątkowany został w 2008 roku przez CAF jako Mistrzostwa Afryki U-17 w piłce nożnej kobiet. Najpierw 12 drużynach w barażach eliminacyjnych walczyła o awans do następnego etapu. Potem reprezentacje Demokratycznej Republiki Konga, Ghany, Kamerunu, Liberii, Nigerii i Republiki Południowej Afryki wyłoniła trójkę najlepszych, które systemem kołowym w meczach u siebie i na wyjeździe rozegrały miejsca na podium. Pierwszy turniej wygrała reprezentacja Nigerii. W pierwszej edycji tylko dwa zespoły kwalifikowały się do turnieju finałowego mistrzostw świata U–17.
Od II edycji, tak jak strefie Afryki przydzielono trzy miejsca w turnieju finałowym, mecze finałowe nie były rozgrywane.

## Finały
| 2008 Szczegóły | mecze u siebie i na wyjeździe | Nigeria | format ligowy | Ghana | Kamerun | format ligowy | - | 12 |

| 2010 Szczegóły | mecze u siebie i na wyjeździe | / Ghana i Nigeria                               | / Ghana i Nigeria                               | / Ghana i Nigeria                               | Republika Południowej Afryki | 1:0 1:1 | Tunezja | 10 |
| 2012 Szczegóły | mecze u siebie i na wyjeździe | / Gambia, Ghana i Nigeria                       | / Gambia, Ghana i Nigeria                       | / Gambia, Ghana i Nigeria                       |                              |         |         | 13 |
| 2013 Szczegóły | mecze u siebie i na wyjeździe | / Ghana, Nigeria i Zambia                       | / Ghana, Nigeria i Zambia                       | / Ghana, Nigeria i Zambia                       |                              |         |         | 10 |
| 2016 Szczegóły | mecze u siebie i na wyjeździe | / Kamerun, Ghana i Nigeria                      | / Kamerun, Ghana i Nigeria                      | / Kamerun, Ghana i Nigeria                      |                              |         |         | 15 |
| 2018 Szczegóły | mecze u siebie i na wyjeździe | / Ghana, Republika Południowej Afryki i Kamerun | / Ghana, Republika Południowej Afryki i Kamerun | / Ghana, Republika Południowej Afryki i Kamerun |                              |         |         | 17 |

## Statystyki
| Lp. | Drużyna                      | Mistrz | Wicemistrz | Lata triumfów                |
| --- | ---------------------------- | ------ | ---------- | ---------------------------- |
| 1.  | Ghana                        | 5      | 1          | 2010, 2012, 2013, 2016, 2018 |
| 2.  | Nigeria                      | 5      | 0          | 2008, 2010, 2012, 2013, 2016 |
| 3.  | Republika Południowej Afryki | 2      | 1          | 2010, 2018                   |
| 4.  | Kamerun                      | 2      | 0          | 2016, 2018                   |
| 5.  | Zambia                       | 1      | 0          | 2013                         |
| 5.  | Gambia                       | 1      | 0          | 2012                         |

Od 2010 zrezygnowano z prowadzenia meczów finałowych.